# Merényi Lajos (levéltáros)
Merényi Lajos, született Mekler (Esztergom, 1854. augusztus 25. – Kismarton, 1919. január 14.) főlevéltárnok.

## Élete
Merényi (Mekler) János szabómester és Major Borbála fia. A gimnáziumot Esztergomban, egyetemi tanulmányait 1873-ban a Bécsi Egyetemen kezdte, majd 1874-től a budapestin folytatta, ahol 1877 telén tanári oklevelet szerzett. A gyakorlógimnáziumban tanított, majd a nagykikindai gimnáziumba nevezték ki, de az 1878-as boszniai bevonulást megelőző mozgósítás miatt állását nem foglalhatta el. 
1879-ben Kistapolcsányban gróf Keglevich István családjánál lett nevelő. Ugyanekkor bölcseleti doktori oklevelet szerzett, majd szeptembertől Esterházy Miklós herceg kismartoni főlevéltárában másodlevéltárnoka, később pedig a hercegi hitbizományi könyvtár és a fraknói kincstár őre lett. Az 1880-as években Horvát Boldizsár titkára, 1900 körül a hitbizományi könyvtáros és főlevéltárnok volt.
1889–1890-ben római levéltárakban gyűjtött anyagot a vatikáni magyar oklevéltárhoz. A Mosonmegyei Lapok munkatársa.
A Szent István Társulat tudományos és irodalmi osztályának, 1915-ben a Szent István Akadémia II. osztályának alapító tagja.

## Művei
- 1878 Niccolo Macchiavelli élete és tanai. Magyaróvár
- 1878 Magyarország legújabb története. Korn nyomán. Magyaróvár
- 1895 Herczeg Esterházy Pál nádor 1635-1713. Budapest. (tsz. Bubics Zsigmond)
- 1903 Adatok a hódoltság adózása történetéhez. Magyar Gazdaságtörténelmi Szemle 10, 18–32.
- 1903 A szempczi és cseklészi tizedszedők instructiója. Magyar Gazdaságtörténelmi Szemle 10, 160–166.